# Bagpat
Bagpat (o Baghpat) è una suddivisione dell'India, classificata come municipal board, di 36.365 abitanti, capoluogo del distretto di Bagpat, nello stato federato dell'Uttar Pradesh. In base al numero di abitanti la città rientra nella classe III (da 20.000 a 49.999 persone).

## Geografia fisica
La città è situata a 28° 56' 60 N e 77° 13' 0 E e ha un'altitudine di 222 m s.l.m..

## Società

### Evoluzione demografica
Al censimento del 2001 la popolazione di Bagpat assommava a 36.365 persone, delle quali 19.317 maschi e 17.048 femmine. I bambini di età inferiore o uguale ai sei anni assommavano a 7.296, dei quali 3.913 maschi e 3.383 femmine. Infine, coloro che erano in grado di saper almeno leggere e scrivere erano 16.788, dei quali 10.337 maschi e 6.451 femmine.